# My Name Is Earl - The Album
My Name Is Earl - The Album è un album del 2006 contenente i brani utilizzati come sottofondi musicali nella serie televisiva My Name Is Earl nella prima stagione della serie.

## Tracce
1. I'm The Bandit (dialogo tra Earl e Randy tratto da un episodio della serie).
2. East Bound and Down di Jerry Reed.
3. The Weight di Uncle Kracker.
4. One Time One Night dei Los Lobos.
5. Bust A Move di Young M.C..
6. Livin' Thing di Matthew Sweet.
7. It Takes Two di Rob Base e DJ E-Z Rock.
8. Smoke! Smoke! Smoke! (That Cigarette) di Sammy Davis Jr..
9. Gimme Three Steps di Lynyrd Skynyrd.
10. Joy di Harry Nilsson.
11. Amos Momes di Jerry Reed.
12. Instant Karma di John Hiatt.
13. What Goes Around Comes Around a cappella.
14. 99 Red Balloons di Van Nuys.